# Pz 61
Panzer 61 (Pz 61) — первый швейцарский серийный основной боевой танк. Создан в 1961 году на основе опытного Panzer 58. В ходе серийного производства, продолжавшегося с 1965 по 1966 год, было выпущено 150 единиц, кроме того, на основе Pz 61 производился ряд специализированных машин.
Уже в 1968 году был принят на вооружение усовершенствованный вариант Pz 61 — Panzer 68. В конце 1980-х годов, с массовым поступлением в войска Pz 87, началась ускоренная замена ими устаревших танков, и к началу 1990-х годов Pz 61 был окончательно снят с вооружения.

## История создания
К началу 1950-х годов бронетанковый парк Швейцарии состоял из морально устаревших танков Panzer 39 и истребителей танков Panzerjäger G 13. Швейцарское военное министерство решило обновить танковый парк страны, закупив технику в других странах. Но сделать это оказалось невозможным из-за начала войны в Корее — война забрала все ресурсы, и швейцарские вооружённые силы не могли нигде разместить заказ. В итоге в 1952 году было закуплено 200 французских лёгких танков AMX-13.
В 1951 году федеральное конструкторское бюро с штаб-квартирой в городе Тун получило заказ на разработку среднего танка с весом около 30 тонн, получившего обозначение KW 30. К 1957 году было изготовлено два прототипа. Впоследствии на основе KW 30 был создан Pz 58, вооружённый британским 20-фунтовым орудием с спаренной с ним 20-мм пушкой. В 1959 году второй прототип данной машины был утверждён в качестве перспективной модели, и была изготовлена партия из 10 танков. После доработки этот танк был принят на вооружение под индексом Panzer 61. На нём уже было установлено британское 105-мм орудие L7. Парламент Швейцарии сделал заказ на 150 танков. Производство продолжалось с января 1965 года по декабрь 1966 года на государственном заводе в городе Тун.

## Конструкция
Pz 61 имеет классическую компоновку, в кормовой части расположено силовое отделение, в центральной — боевое отделение и в передней части — отделение управления. Экипаж танка состоит из четырёх человек: командира, механика-водителя, наводчика и заряжающего.
Информация о массе танка противоречивая. По данным В. Н. Шункова масса Pz 61 составляет составляет 38 тонн. На официальном сайте военного музея в Туне говорится, что масса танка составляет 39 тонн. Урс Херллер в своей книге пишет о 39 700 кг для базовой версии и 40 700 для AA9.

### Броневой корпус и башня
Корпус и башня цельнолитые, с дифференцированным бронированием. Бронирование лба корпуса составляет 60 мм, лба башни — 120 мм. Дополнительной защитой бортов служат ящики с ЗИП на надгусеничных полках. Башня — литая, полусферической формы со слегка вогнутыми бортами. На крыше башни, справа, установлена командирская башенка. Справа от пушки, находятся места командира и наводчика, слева — заряжающего. Заряжающий также имеет башню с лючком. В днище корпуса имеется аварийный люк. Нетрадиционно высокое расположение башни связано с тем, что в условиях гористой местности Швейцарии нижний угол вертикальной наводки должен был достигать −10 градусов
Для управления танком используется рулевое колесо. Поворот башни производится при помощи электрогидравлических приводов, заимствованных у французского AMX-30, также имеются ручные приводы, пользоваться которыми могут наводчик и командир танка.

### Вооружение
Основным вооружением всех модификаций Pz 61 является нарезная полуавтоматическая пушка PzKan 61 (Royal Ordnance L7) калибра 105 мм, производившаяся по британской лицензии. PzKan 61 имеет длину ствола в 52 калибра / 5460 мм. Оборудуется эжектором для удаления пороховых газов после выстрела и снабжена быстросъёмным соединением трубы ствола с казённой частью. Орудие устанавливается в лобовой части башни на цапфах, в спаренной с 20-мм автоматической пушкой «Эрликон» установке. Боекомплект орудия составляет 52 унитарных выстрелов, располагающихся в боевом отделении. Pz 61 способен вести огонь стандартным ассортиментом 105-мм боеприпасов НАТО, включающим выстрелы с подкалиберными стабилизированными вращением бронебойными с отделяющимся поддоном, кумулятивными, осколочно-фугасными и фугасно-бронебойными снарядами. Скорострельность орудия равняется 9 выстрелам в минуту. Наведение орудия на цель осуществляется с помощью прицела с переменным увеличением. В башне танка установлен вычислитель упреждения при стрельбе по движущимся целям, автоматический указатель линии горизонта, а также монокулярный дальномер, которым пользуется наводчик. Для отыскания цели и слежения за ней командир танка имеет перископ. Существенным недостатком вооружения является отсутствие у 105-мм орудия систем стабилизации.
Вспомогательное вооружение Pz 61 состоит из 20-мм автоматической пушки «Эрликон», спаренной с 105-мм пушкой. Пушка предназначалась для поражения легкобронированных целей, но впоследствии её заменили на 7,5-мм пулемёт. Скорострельность этой пушки составляет 700—800 выстрелов в минуту, боекомплект — 240 выстрелов. Помимо этого, для защиты от ударов с воздуха на танк устанавливался 7,5-мм зенитный пулемёт MG-51 на турели, боекомплект к которому составляет 3400 патронов. На бортах башни смонтированы шесть трёхствольных 80,5-мм гранатомёта для постановки дымовых завес.

### Приборы наблюдения и связи
Система управления огнём Panzer 61 включает в себя вычислитель углов упреждения и автоматический указатель горизонта. В командирской башенке установлены восемь перископических приборов наблюдения и оптический дальномер. Наводчик имеет в своём распоряжении перископический прибор с восьмикратным увеличением и шесть перископических смотровых приборов, установленных по периметру его башенки. Механик водитель имеет в своём распоряжении три перископических прибора наблюдения. Средства связи Panzer 61 состоят из радиостанции с двумя штыревыми антеннами на башне, ТПУ, а также телефона для взаимодействия с пехотой.

### Двигатель и трансмиссия
Силовая установка — 8-цилиндровый дизельный двигатель «Даймлер-Бенц» MB 837 жидкостного охлаждения с V-образным расположением цилиндров, мощностью 630 л. с. (464 кВт) при 2200 обр/мин. Двигатель снабжён системой турбонаддува. При движении по шоссе танк развивает максимальную скорость 55 км/ч. Запас хода составляет 300 километров.
Полуавтоматическая трансмиссия SLМ состоит из главного фрикциона, коробки передач (шесть передач переднего хода и две — заднего) и механизма поворота, позволяющего совершать продолжительный поворот и делать разворот с малым радиусом. В приводе поворота используется гидрообъёмная передача.

### Ходовая часть
Ходовая часть применительно к одному борту включает в себя шесть обрезиненных опорных катков и три поддерживающих катка. Ведущее колесо сзади, с съёмными зубчатыми венцами. Направляющее колесо спереди. Подвеска танка индивидуальная на тарельчатых пружинах (иногда называемые в западной литературе пружинами Бельвилля). Гусеница без резиновых асфальтоходных подушек состоит из 83 траков шириной 500 мм.

## Эксплуатация
Производство танка началось в январе 1965 года на государственном заводе в городе Тун и продолжалось до декабря 1966 года. Всего за почти что два года производства было выпущено 150 Pz 61. В 1977 году Panzer 61, находившиеся на вооружении армии Швейцарии были модернизированы путём установки новой радиостанции и другого электронного оборудования. Данная модификация получила наименование Pz 61 AA8. Впоследствии появилась модификация Pz 61 AA9, представлявшая собой Pz 61 AA8 с заменой 20-мм пушки на 7,5-мм пулемёт. Panzer 61 находился на вооружении армии Швейцарии до начала 1990-х годов, когда был снят с вооружения и заменён на немецкий  «Леопард 2».
В связи с тем, что танк ничем не выделялся на фоне одноклассников, а даже проигрывал им, было принято решение о модернизации танка. В итоге в 1968 году на вооружение была принята машина, получившая обозначение Panzer 68. Основными изменениями стали новые, более широкие гусеницы, двухплоскостной стабилизатор орудия, баллистический вычислитель, ночной инфракрасный прицел, замена спаренной 20 мм пушки на пулемет и новый, более мощный, двигатель. Серийное производство началось в 1971 году и продолжалось до 1984 года четырьмя партиями. Однако танк мог похвастаться лишь кучей технических проблем и швейцарское военное министерство было вынуждено замалчивать эти факты. Тем не менее, в 1979 году в швейцарском еженедельнике Weltwoche появилась статья, рассказывающая о «достоинствах» Panzer 68. Начался скандал, приведший к отставке министра обороны Рудольфа Гнеги.

## Машины на базе
- EntpPz 65[англ.] — бронированная ремонтно-эвакуационная машина, выпущено 69 единиц[2].
- BruPz 68 — мостоукладчик, выпущено 30 единиц[4][5].
- РzKan 68[англ.] — опытная самоходная артиллерийская установка с 155-мм орудием[5].

## Оценка проекта

### Конструктивные особенности
Panzer 61 является типичным продуктом западной школы танкостроения, хотя и создавался с учётом специфических потребностей национальных вооружённых сил. Система управления огнём танка, включавшая оптический дальномер, в целом отвечала требованиям времени и возможностям орудия. Электромеханические приводы наведения орудия по сравнению с электрогидравлическими, отличались надёжностью, большей устойчивостью к боевым повреждениям и меньшей пожароопасностью. Помимо этого, танк оснащался карбюраторным двигателем, повышавшим пожароопасность и, в целом, обладавшим худшей, по сравнению с дизельными двигателями, экономичностью.

### Огневая мощь, защищённость и подвижность
105-мм пушка PzKan 61, представляющая собой лицензионную копию британской L7, являлась классическим орудием ОБТ Западной Европы и США, способным бороться как с бронетехникой, так и с небронированными целями. Помимо этого, PzKan 61 способен вести огонь стандартным ассортиментом 105-мм боеприпасов НАТО. Существенным недостатком танка являлось отсутствие систем стабилизации орудия.
Защищённость Pz 61 по меркам 1960-х годов не была способная защитить от огня 100—105 мм орудий и защищала от осколков, пуль и снарядов мелкокалиберных орудий. Даже с учётом особенностей швейцарского театра военных действий, столь низкая защищённость, слабо соответствовавшая столь крупной и дорогой боевой машине, значительно снижала боевую стойкость вооружённых ими подразделений и их способность выполнять задачи общевойскового боя.
Удельная мощность Pz 61 находилась на уровне зарубежных средних танков и его максимальная скорость в 55 км/ч по меркам 1960-х годов была достаточно высокой. Неожиданно высоким для сравнительно лёгкой машины было и удельное давление на грунт, более соответствовавшее уровню тяжёлых машин массой в 50 тонн и более. Запас хода в 300 км также являлся низким по меркам 1960-х годов, что, в некоторой степени, может быть отнесено на счёт ограниченных задач и радиуса действий, поставленных перед вооружёнными силами Швейцарии.

### Сравнение с аналогами
За 8 лет, прошедших с начала проектирования Panzer 61, в США и Великобритании путём глубокой модернизации существовавших машин были созданы и приняты на вооружение танки «Центурион» Mk.11/12/13 и M60A1 со значительно возросшими огневой мощью и бронезащитой, заведомо превосходившие по своим тактико-техническим характеристикам Panzer 61.
Были и близкие по массе к Panzer 61 машины. Первой из них являлся советский Т-54, который, в целом, равноценен с швейцарским средним танком. Будучи лучше защищённым, Т-54 проигрывал по совокупности характеристик вооружения и из-за отсутствия дальномера, но, в отличие от Pz 61, имел более совершенную систему управления огнём, приборы ночного видения и систему защиты от ОМП. Лицензионная, несколько упрощённая, копия этого танка производилась в Китае под обозначением Тип 59 и получила, как и оригинал, широкое распространение в Восточной Азии. Вторым образцом являлся японский Тип 61, разработанный параллельно с Pz 61 и также предназначавшийся для специфических потребностей национальных вооружённых сил. Он имел близкую к Pz 61 массу, при этом проигрывал ему по комплексу характеристик.
На момент создания Pz 61 являлся одним из лучших основных боевых танков, обладая достаточно сильным вооружением и неплохой подвижностью, за что расплачивался практически полным отсутствием бронезащиты. Но существенное влияние на оценку танка оказал долгий путь от проекта до производства. Танк, который должен был стать одним из лучших в мире на момент начала разработки, откровенно запоздал с выходом в свет. Военные, стремясь исправить ситуацию, инициировали разработку нового панцера — Panzer 68, который получился не лучше. В итоге в 1987 году руководство Швейцарии решило прекратить разработку собственных танков и закупило у Германии Леопардов, получивших обозначение Panzer 87.
| Сравнение основных характеристик танков первой половины 1960-х годов |                                                         | |                                                         |                                                                                  |                                                          |                                                          |
|                                                                      | Тип 61                                                  | Т-55А / Тип 59-I | M60                                                     | «Центурион» Mk.12                                                                | Pz.61                                                    | Тип 62                                                   |
| Общие данные                                                         |                                                         | |                                                         |                                                                                  |                                                          |                                                          |
| Экипаж                                                               | 4                                                       | 4 | 4                                                       | 4                                                                                | 4                                                        | 4                                                        |
| Боевая масса, т                                                      | 35,0                                                    | 36,5 / 36,0 | 47,6                                                    | 51,0                                                                             | 38,0                                                     | 21,0                                                     |
| Ширина, м                                                            | 2,95                                                    | 3,27 | 3,63                                                    | 3,36                                                                             | 3,06                                                     | 2,88                                                     |
| Высота, м                                                            | 2,49                                                    | 2,40; 2,59 | 3,26                                                    | 2,94                                                                             | 2,72                                                     | 2,25; 2,31                                               |
| Приборы ночного видения                                              | —                                                       | ПНВ механика-водителя и командира, ночной прицел                                                                      | ПНВ механика-водителя и командира, ночной прицел        | ПНВ механика-водителя и командира, ночной прицел                                 | —                                                        | —                                                        |
| Система защиты от ОМП                                                | —                                                       | коллективная, с противорадиационным подбоем / —                                                                       | коллективная                                            | —                                                                                | коллективная                                             | —                                                        |
| Вооружение                                                           |                                                         | |                                                         |                                                                                  |                                                          |                                                          |
| Марка пушки                                                          | 90-мм Тип 61                                            | 100-мм Д-10Т | 105-мм M68                                              | 105-мм L7A1                                                                      | 105-мм Pz.Kan.61                                         | 85-мм Тип 62                                             |
| СУО                                                                  | перископический прицел (6×), оптический дальномер       | телескопический прицел (3,5/7×), стадиаметрическая шкала, двухплоскостной стабилизатор / одноплоскостной стабилизатор | перископический прицел (8×), оптический дальномер       | перископический прицел (8×), пристрелочный пулемёт, двухплоскостной стабилизатор | перископический прицел, оптический дальномер             | телескопический прицел (3,5/7×), стадиаметрическая шкала |
| Боекомплект пушки                                                    | 50                                                      | 43 / 44 | 63                                                      | 70                                                                               | 52                                                       | 46                                                       |
| Пулемёты                                                             | 1 × 12,7-мм M2 HB, 1 × 7,62-мм M1919A4                  | 1 × 7,62-мм ПКТ / 1 × 12,7-мм Тип 54 2 × 7,62-мм Тип 59Т                                                              | 1 × 12,7-мм M2 HB, 1 × 7,62-мм M73                      | 1 × 12,7-мм L21, 1 × 7,62-мм M1919A4                                             | 1 × 20-мм «Эрликон» 5TGK, 1 × 7,5-мм MG 51               | 1 × 12,7-мм Тип 54 1 × 7,62-мм Тип 59                    |
| Бронирование, мм                                                     |                                                         | |                                                         |                                                                                  |                                                          |                                                          |
| Верхняя лобовая деталь                                               | 55 / 60° (110)                                          | 100 / 60° (200) | 93 / 65° (220)                                          | 121 / 57° (222)                                                                  | 60 / 45°—65° (85—142)                                    | 25 / 60° (50)                                            |
| Нижняя лобовая деталь                                                | н/д                                                     | 100 / 55° (174) | 85—143 / 55° (148—249)                                  | 76 / 46° (109)                                                                   | н/д                                                      | 25 / 48° (37)                                            |
| Лоб башни                                                            | 114                                                     | (200—216) | 178 / 0°                                                | 200 / 0°                                                                         | 120                                                      | (50)                                                     |
| Борт корпуса                                                         | 25                                                      | 80 / 0° | (51—74)                                                 | 51 / 12° + 10 (52+10)                                                            | н/д                                                      | 25 / 0°                                                  |
| Борт башни                                                           | н/д                                                     | (160—172) | (140)                                                   | 112 / 0…10° (112…114)                                                            | н/д                                                      | (32—40)                                                  |
| Подвижность                                                          |                                                         | |                                                         |                                                                                  |                                                          |                                                          |
| Тип двигателя                                                        | V-образный, дизельный, воздушного охлаждения, 600 л. с. | V-образный, дизельный, жидкостного охлаждения, 580 л. с. / 520 л. с.                                                  | V-образный, дизельный, воздушного охлаждения, 750 л. с. | V-образный, карбюраторный, жидкостного охлаждения, 650 л. с.                     | V-образный, дизельный, жидкостного охлаждения, 630 л. с. | V-образный, дизельный, жидкостного охлаждения, 430 л. с. |
| Удельная мощность, л. с./т                                           | 17,1                                                    | 15,9 / 14,4 | 16,2                                                    | 12,5                                                                             | 16,6                                                     | 20,5                                                     |
| Тип подвески                                                         | индивидуальная торсионная                               | индивидуальная торсионная                                                                                             | индивидуальная торсионная                               | сблокированная попарно пружинная                                                 | индивидуальная на тарельчатых пружинах                   | индивидуальная торсионная                                |
| Максимальная скорость по шоссе, км/ч                                 | 45                                                      | 50 | 48                                                      | 34                                                                               | 55                                                       | 60                                                       |
| Запас хода по шоссе, км                                              | 200                                                     | 500—715 / 440—600 | 480                                                     | 190                                                                              | 300                                                      | 650                                                      |
| Удельное давление на грунт, кг/см²                                   | 0,95                                                    | 0,81 | 0,77                                                    | н/д                                                                              | 0,85                                                     | 0,71                                                     |

## Сохранившиеся экземпляры
- Великобритания — Танковый музей в Бовингтоне.
- Израиль — Музей Израильских танковых войск.
- Швейцария — танковый музей в Туне[нем.].
- Франция — танковый музей в Сомюре[англ.].

### Сноски
1. 1 2 3  По крыше башни.
2. 1 2  По командирской башенке.
3. ↑  По командирскому перископу.
4. ↑  По башенке заряжающего.
5. ↑  На всех танках, на которых они есть — активные инфракрасные.
6. ↑  ПНВ механика-водителя на части танков.
7. ↑  В скобках указана приведённая толщина брони.
8. 1 2 3 4 5 6  Литая броневая деталь сложной формы; указана эквивалентная толщина.
9. ↑  10-мм стальной противокумулятивный экран.
10. ↑  Соответственно, с учётом только топливных баков или с кормовыми подвесными бочками, топливо из которых переливается в баки только на стоянке.